# Missing You (película)
Missing You (en hangul, 널 기다리며), es una película surcoreana de 2016, un thriller de venganza escrito y dirigido por Mo Hong-jin. Fue estrenada en Corea del Sur el 10 de marzo de 2016.

## Sinopsis
Cuando Hee-Joo (Shim Eun-Kyung) tenía solo siete años su padre fue asesinado. Su padre fue un detective asignado al caso de un asesino en serie. El asesino, Ki-Bum (Kim Sung-oh), fue eventualmente arrestado, pero solo fue encontrado culpable por uno de los asesinatos. Ki-Bum es liberado de prisión quince años después. El Detective Dae-Young (Yoon Je-moon) trabajó en el caso original junto al padre de Hee-Joo y no se ha dado por vencido en atrapar al asesino de su compañero. Mientras tanto Hee-Joo ha esperado pacientemente por la liberación de Kim-Bum.

## Elenco
- Shim Eun-kyung como Hee-joo.[1][4]
- Yoon Je-moon como Dae-yeong.[1][4]
- Kim Sung-oh como Gi-beom.[1][4]
- Ahn Jae-hong como el Detective Chan.

## Recepción
Durante su segunda semana en Corea del sur la película ocupó el cuarto lugar con US$1 millones.

## Premios y nominaciones
| Año  | Premio            | Categoría            | Nominado       | Resultado |
| ---- | ----------------- | -------------------- | -------------- | --------- |
| 2016 | Grand Bell Awards | Mejor Actriz         | Shim Eun-kyung | Nominada  |
| 2016 | Grand Bell Awards | Mejor Director nuevo | Mo Hong-jin    | Nominada  |